# Charles Auguste de La Cour de Balleroy
Pour les articles homonymes, voir La Cour.
Charles Auguste de La Cour, comte de Balleroy, né le 25 février 1721 à Balleroy (Calvados), mort guillotiné le 23 mars 1794 à Paris, est un aristocrate et lieutenant-général français.

## Biographie
Il est le fils de Jacques Claude Augustin de La Cour de Balleroy et de Marie Elisabeth de Goyon Matignon. Il avait pour frères Jean-François de La Cour de Balleroy, contre-amiral (1726-1794) et François Auguste de La Cour de Balleroy, maréchal de camp (1726-1794).

### États de service
Il entre au service le 27 janvier 1738, comme enseigne au régiment de Chartres-infanterie, et devient colonel lieutenant de ce régiment, par commission le 19 juin 1741. 
En 1742, il est affecté à l’armée des Flandres, et il commande son unité à la bataille de Dettingen le 27 juin 1743, où il est blessé.
En 1744, il participe aux sièges de Menin, d’Ypres, de Furnes, puis en 1745, à la bataille de Fontenoy, au siège de Tournai, et enfin en février 1746, au siège de Bruxelles.
Le 7 avril 1746, il est nommé colonel lieutenant par commission du régiment d’Orléans, et le 11 octobre 1746, il se trouve à la bataille de Rocourt, où il est blessé. Il reçoit son brevet de brigadier d’infanterie le 20 mars 1747, et il se distingue à la bataille de Lauffeld le 2 juillet suivant, avant de conduire sa brigade au siège de Berg-op-Zoom, où il arrive le 4 septembre.
En 1748, il sert au siège de Maastricht, et l’année suivante au camp de Richemont.
Le 21 mai 1756, il est employé en Bretagne, et le 1er mai 1757, il prend le commandement des 4 évêchés de Basse-Bretagne, Tréguier, Quimper, Léon et Saint-Brieuc.
Il est promu maréchal de camp le 1er mai 1758, et commande plusieurs fois par intérim la province de Bretagne en l’absence du duc d’Aiguillon.
Il occupe les fonctions d’inspecteur général d’infanterie en Bretagne de nombreuses années. Le 11 septembre 1758, il se trouve à la bataille de Saint-Cast, et il est élevé au grade de lieutenant-général le 25 juillet 1762. Il est fait chevalier de Saint-Louis en 1762.
Arrêté le 10 octobre 1793, il est condamné à mort par le tribunal révolutionnaire de Paris le 23 mars 1794, et guillotiné le jour même avec son frère François Auguste.

### Mariage et descendance
Charles Auguste de Balleroy épouse le 22 janvier 1752 Adélaïde Elisabeth Sophie de L'Epinau, fille de Nicolas de L'Epinau et de Marie Anne Elisabeth Morel. Tous deux ont trois enfants :
- Thaïs Pauline Simone de La Cour de Balleroy (1755-1806), mariée en 1773 avec Etienne Vivant de Jaucourt, vicomte de Jaucourt (1727-178/0), dont uniquement une fille : Anne de Jaucourt (1775-1853), mariée en 1801 avec Guy Emeric Anne de Durfort Civrac, 2e duc de Lorges (1767-1837), maréchal de camp, pair de France, président du conseil-général du Loiret, dont postérité ;
- Thaïs Augustine Pauline Marie Louise de La Cour de Balleroy (1759-1830), mariée en 1778 avec Louis Charles d'Hervilly, comte d'Hervilly, maréchal des camps et armées du Roi (1755-1795), dont postérité ;
- Philippe Aimé de La Cour de Balleroy, marquis de Balleroy (1763-1840), marié en 1784 avec Albertine Maignard de La Vaupalière (1770-1800), dont postérité. Tous deux ont pour petit-fils : Albert de Balleroy.

### Sources
- Pierre Jullien de Courcelles, Dictionnaire historique et biographique des généraux français : depuis le onzième siècle jusqu'en 1822, Tome 5, l’Auteur, 1822, 452 p. (lire en ligne), p. 38.
- Abbé J Bidot, Histoire de Balleroy et des environs, imprimerie d’Elie et fils, Saint-Lo, 1860.